# Resident Evil (jeu vidéo, 1996)
Pour les articles homonymes, voir Resident Evil (homonymie).
Resident Evil (ou Bio Hazard (バイオハザード, Baio Hazādo) au Japon) est un jeu vidéo de genre survival horror développé et édité par Capcom, sorti le 22 mars 1996 sur PlayStation, puis en 1997 sur Saturn, et Windows,,. En 1997, Capcom édite également Resident Evil: Director's Cut, une version non-censurée destinée à la PlayStation qui se différencie notamment par plusieurs modifications des scènes de jeu.
Un remake sort sur GameCube en 2002. En 2006, Resident Evil est porté sur Nintendo DS sous le nom  Resident Evil: Deadly Silence. Cette dernière version comporte deux modes de jeu, l'un fidèle à la version console de salon, l'autre appelé « mode Renaissance », qui exploite l'écran tactile de la console portable. 
Une version HD du remake sur GameCube est sortie le 20 janvier 2015 sur PlayStation 3, PlayStation 4, Xbox 360, Xbox One et PC. Une compilation nommée Resident Evil Origins Collection, comprenant aussi la version HD de Resident Evil Zero, est sortie le 22 janvier 2016 sur PlayStation 4 et Xbox One.

## Univers

### Scénario
En mai 1998, d'étranges événements se produisent dans les montagnes d'Arklay entourant la petite ville de Raccoon City : de nombreuses personnes sont portées disparues et le corps déchiqueté d'une jeune randonneuse est retrouvé au bord d'une rivière. Les forces de police pensent d'abord avoir affaire à une meute de chiens sauvages ou à de très gros prédateurs, comme des ours ou des pumas. Mais les meurtres se succèdent et les enquêteurs découvrent des traces de cannibalisme sur les corps ; la présence éventuelle d'une secte cachée dans l'immense forêt entourant la cité est alors envisagée.
En juillet 1998, les autorités font intervenir les membres de l'équipe Bravo des S.T.A.R.S. (Special Tactics And Rescue Service), une unité d'élite spécialisée dans les interventions périlleuses. Mais les communications avec cette équipe sont soudainement coupées. Albert Wesker, capitaine de l'équipe Alpha des STARS de Raccoon City, décide de mener l'enquête avec son groupe. Ceux-ci découvrent l'hélicoptère de l'équipe Bravo écrasé au sol et, quelques instants plus tard, se font attaquer par d'horribles molosses : Joseph Frost est dévoré vivant par ces Cerbères ; Brad Vickers, le pilote de l'hélicoptère de l'équipe Alpha, panique et s'enfuit avec son appareil ; et les autres survivants doivent se réfugier dans un mystérieux manoir situé non loin de là…
À partir de ce moment, les événements et les fins diffèrent en fonction du personnage qu'incarne le joueur (Chris Redfield ou Jill Valentine) et des choix qu'il fait en cours de partie. En substance, l'étrange manoir s'avère être un centre de recherche ultra-secret spécialisé dans les armes biologiques possédé par une entreprise appelée Umbrella Corporation. Mais un « incident » est survenu… Umbrella a donc infiltré l'équipe des STARS avec l'un de ses agents et lui a ordonné de détruire toutes les preuves des travaux.

## Personnages
| Équipe Alpha - Albert Wesker - Barry Burton - Brad Vickers - Chris Redfield - Jill Valentine - Joseph Frost | Équipe Bravo - Enrico Marini - Edward Dewey - Forest Speyer - Kenneth J. Sullivan - Rebecca Chambers - Richard Aiken |
| 1. | |

Le joueur peut choisir entre deux membres de la « Team Alpha » : Chris Redfield ou Jill Valentine, dont chacun possède ses propres caractéristiques. Jill dispose de huit emplacements pour s'équiper d'armes à feu, de soins ou divers objets. Elle possède également un « crochet de serrurier » qui lui permet d'accéder plus facilement à certaines zones. Chris ne dispose que de six emplacements et d'un couteau équipé mais encaisse mieux les dégâts que Jill,
. 
Resident Evil met en avant également des personnages de soutien, Barry Burton est l'expert en armes de l'équipe Alpha, il accompagne Jill tout au long de l'aventure. Rebecca Chambers est un membre survivant de l'équipe Bravo, elle accompagne Chris et met à profit ses talents de secouriste.

## Système de jeu
Selon le niveau de difficulté choisi, facile ou difficile, le joueur incarne respectivement Jill Valentine ou Chris Redfield. Ce choix modifie également le déroulement de l'aventure sur les choix à faire, les coéquipiers rencontrés, les armes récupérées ou bien les énigmes à déchiffrer,. Le joueur commence son enquête dans un gigantesque manoir aux allures de labyrinthe peuplé de créatures mortelles, comme des morts-vivants cannibales ou d'énormes bêtes affamées. Le but du jeu reste de sortir vivant du manoir ; cette quête permet d'élucider ce qui a été présenté durant l'introduction car le joueur découvre des documents expliquant ce qu'il s'est passé et permettant de comprendre les secrets du manoir.
Au fil de l'aventure, le joueur trouve différentes armes pour affronter ses ennemis parmi lesquelles couteau, Beretta, fusil à pompe, bazooka, lance-flammes, Colt Python et lance-roquettes. Il trouve également des plantes et des sprays pour se soigner et divers objets pour lui permettre d'avancer dans l'aventure, dont des clés et des disques de code. Les munitions sont limitées et leur total dépend du personnage choisi. L'inventaire est également limité et force le joueur à choisir ce qui lui semble indispensable.
Le personnage dispose de mouvements limités, notamment pour tirer sur un ennemi où le joueur est immobile, il doit lever son arme et éventuellement viser avant de tirer. Le personnage se déplace, vu à la troisième personne, à travers des angles particuliers de caméras ; ces plans donnent une dimension horrifique et cinématographique aux différentes scènes du jeu,.

## Développement
Le jeu est réalisé par Shinji Mikami. Akari Kaida se charge des arrangements et des compositions des musiques. Le producteur général est Tokuro Fujiwara. Originellement orienté FPS, Mikami décide finalement pour le gameplay de reprendre le style du jeu français Alone in the Dark, considéré alors comme le jeu ayant posé les bases du survival horror moderne,.
Resident Evil est développé par une équipe de collaborateurs, qui deviendra plus tard une partie de Capcom Production Studio 4. Le projet débute en 1993 et le développement du jeu dure environ trois années. Les racines du projet viennent d'un jeu d'horreur de Koji Oda, qui travaillait sur Super Nintendo avant que le développement ne migre sur PlayStation en 1994,. Capcom puise directement ses inspirations de leur précédent jeu d'horreur paru en 1989, Sweet Home (adapté du film d'horreur éponyme japonais Kiyoshi Kurosawa), réalisé par Tokuro Fujiwara. Shinji Mikami est nommé par Fujiwara pour créer le remake de Sweet Home, dont le jeu se déroule dans un manoir hanté. Resident Evil reprend certaines idées de Sweet Home, comme la gestion limitée de l'inventaire, les énigmes, les notes et entrées de journal comme mécanismes de narration, les allers et retours vers des endroits déjà visités afin de résoudre une énigme. 
Les six premiers mois de développement, Mikami travaille seul, il conçoit le design des personnages, réalise des croquis de concept et écrit plus de 40 pages de script. Plusieurs arrières-plans pré-rendus de Resident Evil s'inspirent de l'hôtel du film Shining, le Stanley Hotel. Mikami cite également le film italien L'Enfer des zombies paru en 1979, comme principale source d'inspiration. Le jeu est à l'origine conçu comme étant une mise à jour entièrement en 3D à la première personne de Sweet Home, avec des mécanismes d'action et de tir. Durant la production de Resident Evil, Mikami découvre le jeu Alone in the Dark, qui l'inspire à adopter un système de caméra à vue fixe,,. Mikami était réticent à l'idée d'opter pour le système de caméra à vue fixe de Alone in the Dark, pensant que cela « avait un effet sur l'immersion, rendant le joueur un peu plus détaché », mais l'adopte finalement parce que l'utilisation de graphismes pré-rendus permettait un niveau de détail plus élevé que son prototype initial, une vue à la première personne entièrement en trois dimensions, qui ne s'accordait pas bien avec les spécifications de la PlayStation.

## VersionDirector's Cut
C'est une version « non censurée » de Resident Evil sortie en 1997 sur PlayStation
. Ce jeu se différencie par de nouveaux angles de vues, de nouvelles dispositions de certains objets et de nouveaux vêtements,. Toutefois, il subsiste une ultime censure dans les versions européenne et américaine du titre : la tête de Kenneth lors de la première rencontre avec un zombie n'apparaît toujours pas. Celle-ci est pourtant bien visible dans les versions japonaises du titre.
Un CD de démo de Resident Evil 2 est inclus et représente lors de  sa sortie le principal attrait de cette réédition.

## Accueil
En 2014, Marcus souligne la réalisation pratiquement sans défaut et la peur continue des joueurs face au danger toujours imprévu les menaçant.
- PC Jeux : 60 % (sans 3DFx) - 84 % (avec 3DFx)[32]
- Jeuxvideo.com : 18/20[33]
- Console + : 95/100[34]
- Player One : 96/100[35]